# بطولة اتحاد آسيان لكرة القدم 1996
بطولة اتحاد آسيان لكرة القدم 1996 هو الموسم 1 من بطولة اتحاد آسيان لكرة القدم. كان عدد الأندية المشاركة فيه 10، وفاز فيه منتخب تايلاند لكرة القدم.